# Vi hạt nhựa

Sự hợp pháp của vi hạt nhựa trên thế giới.
Cấm hoàn toàn
Cấm sản xuất và nhập khẩu
Cấm sản xuất, nhập khẩu và bán ở một số vùng.

Vi hạt nhựa là những hạt nhựa nhân tạo có kích thước lớn nhất nhỏ hơn 1 mm. Chúng thường được làm từ polyetylen nhưng cũng có thể được làm từ các loại nhựa hóa dầu khác như polypropylen và polystyren.  Chúng được sử dụng trong các sản phẩm vệ sinh cá nhân tẩy da chết, kem đánh răng, và trong nghiên cứu y sinh và khoa học sức khỏe.
Vi hạt nhựa có thể gây ra ô nhiễm hạt nhựa và gây nguy hại cho môi trường sống của các động vật dưới nước ngọt lẫn nước mặn. Ở Mỹ, Chiến dịch loại bỏ vi hạt nhựa khỏi nước 2015 đã dần dần loại bỏ loại vật liệu này khỏi các sản phẩm vệ sinh cá nhân vào tháng 7 năm 2017.

## Phân loại
Vi hạt nhựa là những hạt nhựa nhân tạo có kích thước lớn nhất nhỏ hơn 1 mm, và những loại có kích thước từ 10 micrômét (3,3×10−5 ft) đến 1 milimét (0,039 in) được sử dụng trong thương mại. Nhiệt độ nóng chảy thấp và chuyển pha nhanh khiến chúng rất phù hợp để tạo độ rỗng cho đồ gốm và các vật liệu khác. Chúng thường được làm từ polyetylen nhưng cũng có thể được làm từ các loại nhựa hóa dầu khác như polypropylen và polystyren.

## Sử dụng
Vi hạt nhựa được thêm vào các sản phẩm vệ sinh cá nhân và mỹ phẩm như xà phòng, sữa rửa mặt và kem đánh răng như một nhân tố tẩy da chết. Nó còn được thêm vào các loại dược phẩm không cần kê toa.
Trong nghiên cứu y sinh và khoa học sức khỏe, vi hạt nhựa được dùng trong các kỹ thuật siêu vi, quan sát chất lỏng, phân tích dòng chảy và sửa lỗi.
Tính tròn và đồng nhất khiến kem và lotion mềm và dễ thoa, vi hạt nhựa còn được nhuộm màu để tăng tính thẩm mỹ cho sản phẩm.